# 엔진오일

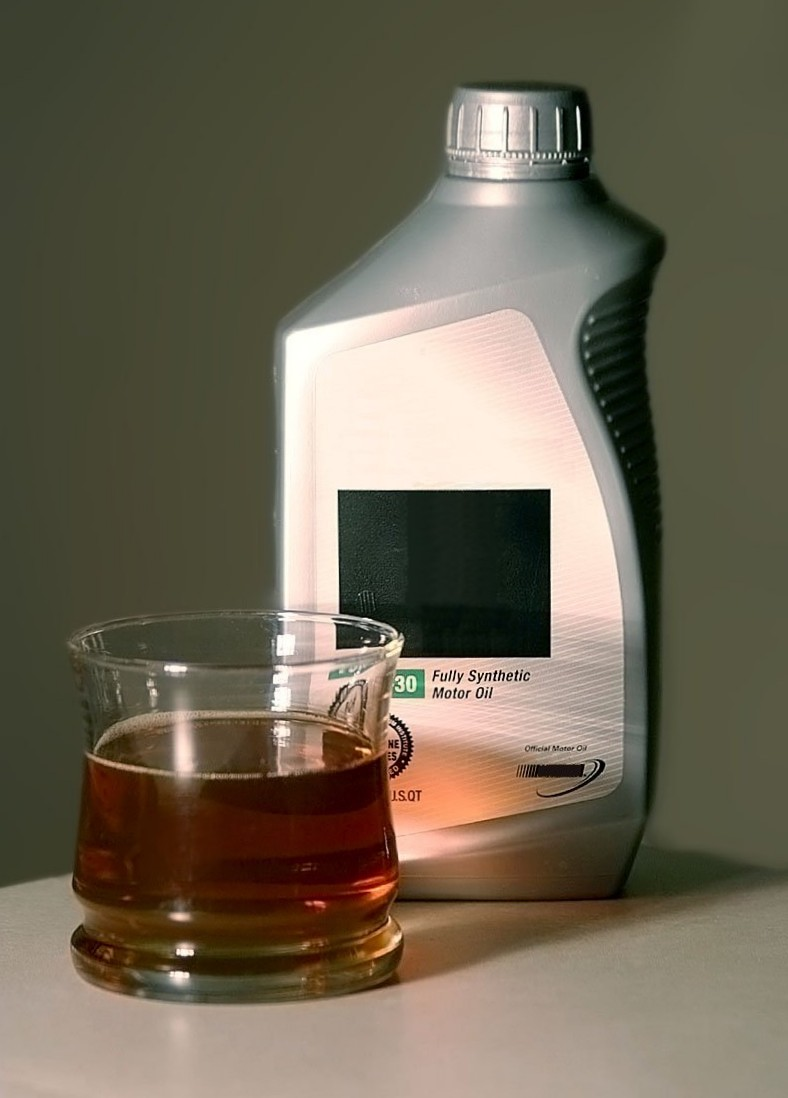
엔진오일

엔진 오일(영어: engine oil, engine lubricant) 또는 모터 오일(영어: motor oil)은 다양한 내연 기관에서 윤활제로 사용되는 기름이다. 주된 기능은 가동부의 마모를 감소시키고, 부식을 방지하며, 구동부의 열을 빼앗아 엔진을 냉각시킨다.
엔진 오일은 석유 추출물과 비석유 합성 화학 물질의 화합물에서 유래했다. 오늘날의 엔진 오일은 주로 탄화수소, 폴리알파올레핀(PAO), 폴리인터널 올레핀으로 구성된 베이스 오일을 섞어서 제조한다. 그러므로 탄소와 수소로만 이루어진 유기 화합물이다. 그러나 몇몇 고성능 엔진 오일의 베이스 오일은 에스터의 무게가 20%까지 포함되는 경우도 있다.

## 자동차 엔진오일

### 교환시기
무조건 공식 오너 매뉴얼에 따른다. 어떠한 언론 기사건 자칭 전문가건 공식 매뉴얼이 최우선되어야 한다. 유럽제 자동차는 일반 기준 15,000km 교환을 말하고, 다이하쓰 코펜처럼 특이한 경우 오너 매뉴얼에서 가혹주기 2,500km를 말할 정도로 자동차마다 다르다.
심화적인 기준으로는 TBN(염기성 물질 수치) 수치를 기준한다. 엔진오일은 사용할 수록 산성화가 진행되며, 염기성 수치가 TAN(산성 물질 수치)보다 낮으면 엔진에 물리적 손상을 주기 때문이다. 이를 위해서는 전문시설에서 사용유 분석이 필요하며, 다수 데이터에 따른 평균치도 고려해야 한다. 사실상 일반 운전자가 살필 수 없는 영역.
그러나 상기 언급한대로 자동차 제조사에서는 TBN 수치를 고려한 테스트를 한 뒤에 오너 매뉴얼에 교환주기를 기록하기에, 매뉴얼에 제시하는 주행거리 기준 교환시기나 심화적 기준이나 동일하다고 보아도 무방하다.

### 기유
엔진오일의 구성은 80-90%의 기유(Base oils)와 10-20% 첨가제로 구성되었기에 기유가 그 엔진오일의 성능이자 특성일 정도이다. 이러한 기유는 아래와 같이 구분한다.
- Group 1, 2: 명백히 광유로 분류하는 기유. 산화되기 쉽고 슬러지 발생률이 높아 교환 주기가 합성유에 비해 짧다.
- Group 3: 학계와 유럽에서는 광유로 분류하지만 미국 법률에서는 합성유로 분류하는 기유. 그룹 1, 2 기유보다 성능은 명확히 좋다.
  - Group 3 Plus: 학계에서 정한 기준이 아닌 정유업계가 정한 기준. 학계에서는 Group 3 Plus는 Group 3로 본다. 대표적으로 쉘 GTL기유와 SK엔무브 유베이스 플러스 기유를 각 회사가 Group 3 Plus라 지칭하는데, 그 이유는 자신들이 개발한 Group 3 Plus 기유가 일반적인 Group 3 기유 성능을 뛰어 넘은 성능이라 주장하며 '+(Plus)' 기호를 붙인 것.[3]
- Group 4: 일명 PAO 완전합성유. 모든 학계, 지역, 법률, 마케팅 업계 모두 명확히 ‘합성유‘라고 인정하는 기유이며 그룹 1-3 기유보다 성능이 좋다.
- Group 5: 그룹 1-4 분류에 포함 안되는 모든 기유. 대표적으로 에스터(옛 발음 ‘에스테르‘) 기유와 AN 기유가 여기에 포함된다.

### 유명 제조사 및 유명 브랜드

#### 국내
- SK엔무브 - ZIC
- GS칼텍스 - Kixx
- S-OIL토탈에너지스윤활유 - S-OIL SEVEN RED, S-OIL SEVEN GOLD, Dragon, TOTAL QUARTZ, RUBIA
- 현대모비스 - 현대기아자동차 순정 엔진오일 전체
- HD현대오일뱅크 - XTeer

#### 해외
- 미국, 엑손모빌 - 모빌1, 에쏘, 임페리얼 오일
- 영국, BP - 캐스트롤, 아랄
- 영국, Shell - 쉘, 쉘 V-파워, 펜조일, 퀘이커 스테이트
- 프랑스, 토탈에너지스 -  토탈, 엘프
- 독일, 라베놀
- 프랑스, 모튤
- 미국, 발보린
- 미국, 암스 오일
- 미국, 레드라인

## 항공기 엔진오일

### 교환시기
항공기용 가스터빈 엔진에는 우수한 윤활 능력과 내열성을 갖는 합성형 오일(synthetic oil)을 사용한다. 항공기의 경우, 수차례 비행이 끝나면 정비 담당자가 오일 잔량을 체크한다. 오일이 규정치 이하로 떨어져 부족하면 보충하고, 오일내 금속 입자(crystal grain)가 많이 검출되어 필터에 이상이 생기거나 엔진 내부 점검시 또는 엔진 오일에 문제가 있을 경우 교체한다. 